# Siasi Uesiliana Tau‘ataina ‘o Tonga
Siasi Uesiliana Tau‘ataina ‘o Tonga (engelska: Free Wesleyan Church of Tonga) är det största metodistiska trossamfundet i Tonga.
Landets kungafamilj tillhör kyrkan, som är medlem av Metodistiska Världsrådet.
Den bildades 1885 som Free Church of Tonga.